# ZeniMax Online Studios
ZeniMax Online Studios is een Amerikaans computerspelontwikkelaar gevestigd in Hunt Valley, Maryland. Het bedrijf werd in 2007 opgericht als dochteronderneming van ZeniMax Media.

## Ontwikkelde spellen
| Release | Titel                    | Platform                               |
| ------- | ------------------------ | -------------------------------------- |
| 2014    | The Elder Scrolls Online | OS X, PlayStation 4, Windows, Xbox One |